# Choe Bu
Choe Bu (1454–1504) var en koreansk ämbetsman under den tidiga Joseondynastin (1392–1910).

Han är mest känd för sina resor till Kina i februari till juli 1488 då hans skepp förliste. Choes dagbok som redogör för hans reser trycktes i stora upplagor under 1500-talet i både Korea och Japan. Modena historiker har analyserat hans texter, eftersom de ger ett unikt outsider-perspektiv på den kinesiska kulturen under 1400-talet och även värdefull information om de kinesiska städerna och regionala skillnaderna vid den här tiden. 